# Porsgrunns Dagblad
Porsgrunns Dagblad (PD) är en norsk tidning som utges i Porsgrunn i Telemark fylke.
Tidningen utkommer måndag till fredag och var under lång tid eftermiddagstidning, men från och med 3 maj 2004 gjordes den om till morgontidning. Tidningen utges i tabloidformat och hade år 2006 en nettoupplaga på 5 004 exemplar per utgivningsdag.
PD ägs av Østlands-Posten AS.